# Helicopsyche comosa
Helicopsyche comosa är en nattsländeart som beskrevs av John M. Kingsolver 1964. Helicopsyche comosa ingår i släktet Helicopsyche och familjen Helicopsychidae. Inga underarter finns listade i Catalogue of Life.